# Estación de Zaragoza-Portillo
Zaragoza-Portillo es una estación ferroviaria subterránea situada en la ciudad española de Zaragoza. Fue inaugurada en el año 2008 en una parte de los terrenos de la antiguas estaciones de Campo Sepulcro y de El Portillo. Está integrada en la línea C-1 de Cercanías Zaragoza y también registra tráfico de trenes de Media Distancia (MD, Regionales y Regionales Exprés).

## Situación ferroviaria
La estación forma parte de la línea férrea de ancho ibérico que une Madrid con Barcelona vía Zaragoza, punto kilométrico 340,9.

## Historia
La apertura de la línea Zaragoza-Madrid por parte de MZA el 25 de mayo de 1863 supuso la inauguración de la estación de Campo Sepulcro, recinto provisional que acogió los primeros viajeros de la línea.
La construcción del puente de la Almozara permitió su conexión con la margen izquierda del Ebro y la Estación del Norte, ruta abierta en 1870, lo que posibilitó conectar a través de Zaragoza las líneas Madrid-Barcelona y Barcelona-Alsasua.
Las dudas de si la estación tendría carácter terminal o pasante así como problemas para obtener los terrenos necesarios dilataron su construcción definitiva hasta 1891 momento en el cual la fusión entre MZA y la Compañía del Ferrocarril de Tarragona a Barcelona y Francia (TBF) despejó las dudas sobre el carácter pasante de la estación. En 1896 se pudo finalmente inaugurar la estación definitiva con su larga fachada de 144 metros de longitud dividida en un pabellón central, dos pabellones en los extremos y dos alas conectando todos estos elementos.
La estación de Campo Sepulcro estuvo en activo hasta que en 1972 se inaugura la estación de El Portillo para centralizar el tráfico ferroviario de la capital aragonesa. Construida junto a la estación de Campo Sepulcro, la estación de El Portillo fue inaugurada oficialmente el 17 de mayo de 1972 y al poco tiempo de su puesta en marcha se convirtió en la única estación de viajeros de Zaragoza. La estación fue galardonada con el Trofeo Ricardo Magdalena ese mismo año, 1972. En los años 90, El Portillo se sometió a una reforma para modernizar su interior y liberalizar su superficie del vestíbulo para albergar un espacio comercial que se inauguró en 1995 con 21 establecimientos. El 18 de mayo de 2003 partió desde uno de sus andenes el último tren que prestó servicio en dicha estación, la cual fue sustituida por la nueva y mayor Estación de Zaragoza-Delicias. El 11 de junio de 2008, en los terrenos de la antigua estación, se inauguró la nueva estación subterránea de Zaragoza-Portillo, en la cual se prestan servicios del Cercanías de Zaragoza y de Media Distancia (a través de trenes MD, Regionales y Regionales Exprés).
Se espera que la antigua estación de El Portillo sea demolida en 2029.

## Servicios ferroviarios

### Cercanías
La estación forma parte de la línea C−1 de la red de Cercanías Zaragoza operada por Renfe.

### Media Distancia
Renfe ofrece servicios de Media Distancia a través de trenes MD, Regionales y Regionales Exprés.